# Fifti-fifti
A Fifti-fifti (eredeti cím: 50/50) 2011-ben bemutatott amerikai filmvígjáték-dráma, melyet Will Reiser forgatókönyvéből Jonathan Levine rendezett. A főbb szerepekben Joseph Gordon-Levitt, Seth Rogen, Anna Kendrick, Bryce Dallas Howard és Anjelica Huston látható.
Az Amerikai Egyesült Államokban 2011. szeptember 30-án jelent meg. Magyarországon december 22-én mutatta be a Fórum Hungary.

## Cselekmény
Adam Lerner 27 éves közszolgálati rádió újságírója. Barátnője, Rachael művész, akit legjobb barátja és munkatársa, Kyle egyáltalán nem kedvel.
Miután súlyos hátfájást tapasztal, Adam felkeres egy orvost, és az orvosi vizsgálat után kiderül, hogy neurofibroszarkómája (rosszindulatú) és schwannómája (jóindulatú) van. A rosszindulatú daganat a gerincnél van, ez a gerincet érintő rák egy ritka formája, így kemoterápián kell átesnie. 
Az interneten keresgélve az információkat, Adam azt látja, hogy a túlélési esélyei ötven-ötven százalékosak. Miután Adam elmondja a diagnózist, basáskodó édesanyja, Diane, aki folyamatosan ápolja Alzheimer-kórban szenvedő férjét, Richardot, be akar költözni Adam házába, hogy gondoskodhasson róla. Adam visszautasítja ezt az ajánlatot, mivel Rachael megígérte neki, hogy vigyázni fog rá. Rachael azonban azt mondja, hogy „kényelmetlenül” érzi magát, ha Adam kemoterápiás kezelései miatt be kell mennie a kórházba. 
Később Kyle meglátja Rachaelt egy férfival csókolózni egy művészeti galériában, és elmondja Adamnek, hogy Rachael megcsalja őt. Ádám és Rachael szakítanak. 
Adam küzdelmei során Kyle megpróbálja fenntartani Adam jókedvét, többek között segít Adamnek leborotválni a fejét a kemoterápia előtt, és azt javasolja, hogy Adam használja fel betegségét arra, hogy - a „szánalom” kártyát kijátszva - elcsábítsa a nőket.
Eközben a szkeptikus Adam elkezd a kórházban a fiatal, tapasztalatlan pszichológus Katherine McKay kezelésein részt venni. Bár a kapcsolatuk hivatalos és a foglalkozások nehezen indulnak, Adam lassan elkezd megnyílni a nőnek a betegségéről és arról, hogy az hogyan hat rá. Kettejük között kapcsolat alakul ki az üléseken és azokon kívül is, miközben az orvos és a beteg közötti határok kezdenek elmosódni. Katherine segít Adamnek jobban megérteni a helyzetet, amin az édesanyja is keresztülmegy. A kemoterápiás kezelések során Adam összebarátkozik Alannel és Mitch-csel, két idősebb rákbeteggel, akik szintén kemoterápián vesznek részt.
Miután Mitch hirtelen meghal, Adam félelmei nyilvánvalóbbá válnak. Nem sokkal később közlik vele, hogy a kezelés nem használ, és ezért utolsó lehetőségként egy kockázatos műtétnek kell alávetnie magát. 
A műtét előtti este Adam összeveszik Kyle-lal, és megkéri, hogy engedje őt vezetni az autót, mivel Kyle részeg; annak ellenére, hogy Adamnek nincs jogosítványa. Miután majdnem balesetet okoz, Adam kritizálja és sértegeti Kyle-t, azt állítva, hogy Kyle nem veszi komolyan a betegségét. 
Adam felhívja Katherine-t, és elmondja neki, hogy bárcsak olyan barátnője lenne, mint ő, de azt is bevallja, hogy belefáradt a rosszullétekbe, és csak azt szeretné, ha vége lenne ennek az egésznek. Aznap este Adam Kyle házában marad, és talál egy könyvet, ami arról szól, hogyan kell lelkileg segíteni és támogatni egy rákos beteget, tele kézzel írt jegyzetekkel és megjegyzésekkel. Ez viszont azt mutatja, hogy Kyle mégiscsak törődik vele.
Másnap Kyle beviszi Adamet a kórházba. Adam megöleli Kyle-t, elmondja neki, hogy jó barátja volt, és bocsánatot kér azért, amit előző este mondott. Adam talán utoljára búcsúzik el a családjától, és elmegy a műtétre. 
A műtét után az orvos-sebész elmondja Kyle-nak, Diane-nak és Katherine-nek, hogy bár a csontok leépülése rosszabb volt, mint gondolták, a daganatot sikeresen eltávolították, és Adam fel fog épülni.
Néhány perccel később Adam egy találkozóra készül, Kyle pedig szurkol neki, és megtisztítja a műtétből származó vágást Adam hátán. Megszólal a csengő, és Adam ajtót nyit Katherine-nek. Ahogy Kyle elmegy, Katherine megkérdezi: „És most mi lesz?”. Adam csak mosolyog.

## Szereplők
| Szerep                | Színész                | Magyar hang       |
| --------------------- | ---------------------- | ----------------- |
| Adam Lerner           | Joseph Gordon-Levitt   | Szatory Dávid     |
| Kyle Hirons           | Seth Rogen             | Makranczi Zalán   |
| Katherine McKay       | Anna Kendrick          | Tompos Kátya      |
| Rachael               | Bryce Dallas Howard    | Nemes Takách Kata |
| Diane Lerner          | Anjelica Huston        | Bencze Ilona      |
| Richard Lerner        | Serge Houde            | Cs. Németh Lajos  |
| Dr. Ross              | Andrew Airlie          | Jakab Csaba       |
| Mitch Barnett         | Matt Frewer            | Dunai Tamás       |
| Alan Lombardo         | Philip Baker Hall      | Fodor Tamás       |
| Dr. Walderson         | Donna Yamamoto         |                   |
| Susan                 | Sugar Lyn Beard        |                   |
| Dr. Lee               | Yee Jee Tso            |                   |
| Jenny                 | Sarah Smyth            |                   |
| Phil                  | Peter Kelamis          |                   |
| Jackie                | Jessica Parker Kennedy |                   |
| Dr. Phillips          | Daniel Bacon           |                   |
| Bernie                | P. Lynn Johnson        |                   |
| Claire                | Laura Bertram          |                   |
| Ted                   | Matty Finochio         |                   |
| Agabelle Loogenburgen | Luisa D'Oliveira       |                   |
| Stewart nővér         | Veena Sood             |                   |
| Allison               | Marie Avgeropoulos     |                   |
| Joe                   | Ryan W. Smith          |                   |
| Bodie                 | Lauren A. Miller       |                   |

## A film készítése
A film forgatása 2010 márciusában kezdődött. 

## Fogadtatás
A film világszerte 41 millió dolláros bevételt gyűjtött. 
Általánosságban pozitív kritikákat kapott, különösen Gordon-Levitt alakítását és Reiser forgatókönyvét dicsérték.
A film bekerült a 2011-es legjobb filmek következő tíz legjobb listájába:
| Kiadó                | Sorrend |
| -------------------- | ------- |
| The Arizona Republic | 3       |
| Boxoffice            | 7       |
| MTV                  | 8       |
| Daily News           | 9       |
| New York Post        | 10      |
| /Film                | 5       |
| Tampa Bay Times      | 5       |
| TV Guide             | 8       |
| USA Today            | N/A     |

## Médiakiadás
Észak-Amerikában a Fifti-fiftit DVD-n és Blu-ray-en 2012. január 24-én adták ki. Mindkét kiadás tartalmaz kommentárokat, törölt jeleneteket és kulisszatitkokat.

## Filmzene
Hivatalos filmzenét nem adtak ki, azonban a filmben több dal is elhangzik:
- "High and Dry" – Radiohead
- "The Other Side of Mt. Heart Attack" – Liars
- "Bricks or Coconuts" – Jacuzzi Boys
- "Simplicity" – Harmony & Balance
- "New Country" – The Walkmen
- "To Love Somebody" – Bee Gees
- "Work to Do" – The Aggrolites
- "Turn It Down" – Sideway Runners
- "Stay the Same" – autoKratz
- "Soul Connection" – The Diplomats of Solid Sound
- "Too Late for Dancing" – Shapes and Sizes
- "Days Gone Down (Still Got the Light in Your Eyes)" – Gerry Rafferty
- "Crying" – Roy Orbison
- "Yellow Ledbetter" – Pearl Jam

## Fordítás
- Ez a szócikk részben vagy egészben  a(z)   50/50 (2011 film) című angol Wikipédia-szócikk fordításán alapul.  Az eredeti cikk szerkesztőit annak laptörténete sorolja fel. Ez a jelzés csupán a megfogalmazás eredetét és a szerzői jogokat jelzi, nem szolgál a cikkben szereplő információk forrásmegjelöléseként.
- Ez a szócikk részben vagy egészben  a(z)   50/50 című spanyol Wikipédia-szócikk fordításán alapul.  Az eredeti cikk szerkesztőit annak laptörténete sorolja fel. Ez a jelzés csupán a megfogalmazás eredetét és a szerzői jogokat jelzi, nem szolgál a cikkben szereplő információk forrásmegjelöléseként.